# Google Page Creator
Google Page Creator était un outil créé par Google, proposé le 23 février 2006 sur Google Labs et en phase bêta, permettant de créer une page Web personnalisée sans avoir à maîtriser le langage HTML. L'interface, très simple d'accès et intuitive, permet de choisir son thème graphique, d'y insérer du texte et des images.
Ce service n'accepte plus de nouvelles inscriptions et a été arrêté par Google. Pour créer un site web, l'utilisateur doit désormais utiliser Google Sites.

## Description
L'interface de Google Page Creator se veut facile à utiliser car elle ne dispose que de peu de fonctions. Au début de la création du site, l'utilisateur choisit un thème parmi une quarantaine de thèmes disponibles, qui sera le même pour toutes les pages. Il n'est pas possible de créer son propre thème.
Après avoir choisi son thème, l’utilisateur peut créer des pages. Quelques clics seulement sont nécessaires pour ajouter une nouvelle page. L'utilisateur peut ensuite cliquer sur la page créée et taper son texte de façon similaire à un logiciel de traitement de texte. Il peut changer les polices et les couleurs, ajouter des liens ou encore télécharger des fichiers.
Chaque utilisateur de ce service gratuit dispose de 100 Mo de stockage de données (pages créées et fichiers).

## Perspectives de développement
Le potentiel de cet outil peut sembler important à l'heure des blogs et podcasts, car il permet de simplifier la création de sites pour le néophyte. Les possibilités de création sont néanmoins restreintes par rapport à celles offertes par des éditeurs WYSIWYG professionnels. Il s'agit donc d'un outil avant tout destiné à la création de sites non professionnels. Des outils conçus par d'autres sociétés et ayant les mêmes objectifs ont déjà existé par le passé et n'ont souvent rencontré qu'un succès mitigé. Ce service a été remplacé par Google Sites qui est plus performant et qui offre plus de fonctionnalités.